# تری گیلدر
تری گیلدر (انگلیسی: Trey Gilder؛ زادهٔ ۲۴ ژانویهٔ ۱۹۸۵) بازیکن بسکتبال اهل ایالات متحده آمریکا است.
از باشگاه‌هایی که در آن بازی کرده‌است می‌توان به ممفیس گریزلیز اشاره کرد.